# Cimitirul Montparnasse
Cimitirul Montparnasse (în franceză Cimetière du Montparnasse, fostul Cimetière du Sud) este unul dintre cele trei mari cimitire pariziene. Este situat în cartierul parizian Montparnasse, parte a celui de-al 14-lea arondisment al orașului. Un număr mare de personaje ilustre sunt îngropate în Cimitirul Montparnasse. O listă care arată poziția unora dintre cele mai solicitate morminte este dat vizitatorilor, la cerere..

## Istoric

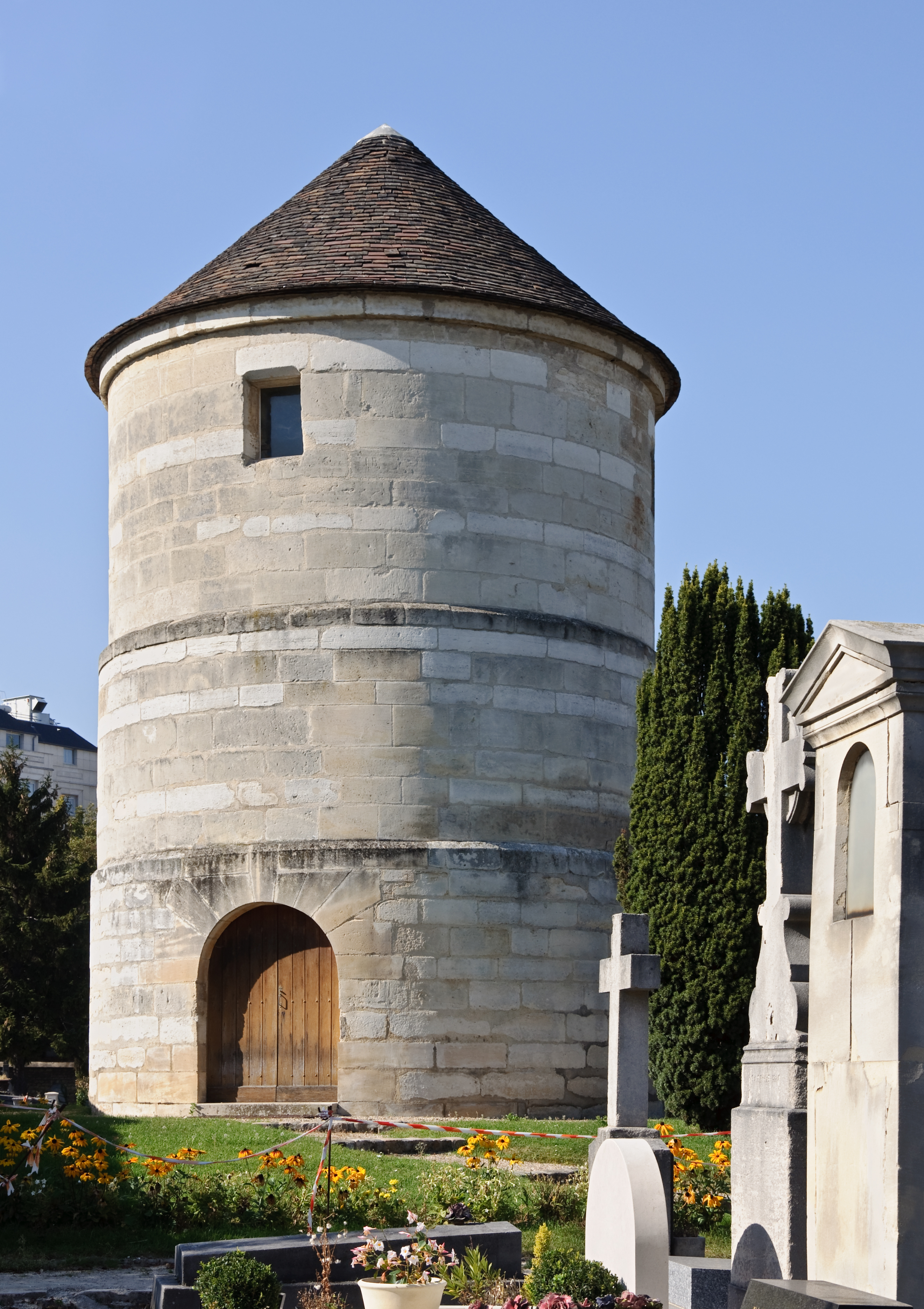
Moulin de la Charité

Cimitirul Montparnasse a fost creat la începutul secolului al XIX-lea, în partea de sud a capitalei, împreună cu mai multe alte cimitire situate la momentul respectiv în afara limitelor orașului: cimitirul din Passy, la vest de oraș, cimitirul din Montmartre la nord-est, Cimitirul Père-Lachaise din est.
Site-ul a fost cândva ocupat de trei ferme vechi, dar în secolul al XVII-lea acest teren a devenit necropola privată religioasă din Saint-Jean-de-Dieu. La începutul secolului al XIX-lea, Nicolas Frochot, prefect al Senei, a cumpărat terenul orașului pentru a deschide unul dintre cele trei cimitire extramurale din Paris. Prima înmormântare a avut loc pe 25 iulie 1824. În cimitir mai există încă un turn al uneia dintre multele mori de vânt din districtele parcului de Montsouris și Montparnasse. A fost clasificat ca monument istoric printr-un ordin din 2 noiembrie 1931.

## Morminte ale personalităților

### Morminte din perioada 1801-1900
- Théodore de Banville (1823–1891), poet
- Charles Baudelaire (1821–1867), poet
- Aristide Cavaillé-Coll (1811–1899), constructor de orgă
- Isaac Adolphe Crémieux (1796–1880), om politic
- César Franck (1822–1890), compozitor fancez
- Charles Garnier (1825–1898), arhitect francez (Opéra Garnier)
- François Gérard (1770–1837), pictor francez
- Pierre Larousse (1817–1875), scriitor francez
- Urbain Le Verrier (1811–1877), matematician francez
- Guy de Maupassant (1850–1893), scriitor francez
- Pierre-Joseph Proudhon (1809–1865), sociolog francez
- Edgar Quinet (1803–1875), scriitor, istoric
- Charles Augustin Sainte-Beuve (1804–1869), scriitor francez

### Personalități din secolul al XX-lea înmormântate aici
- Auguste Bartholdi (1834–1904), sculptor francez
- Jane Bathori (1877–1970), cântăreață de operă
- Simone de Beauvoir (1908–1986), filozoafă și scriitoare
- Samuel Beckett (1906–1989), scriitor irlandez
- Jean Béraud (1849–1935), pictor
- William-Adolphe Bouguereau (1825–1905), pictor
- Antoine Bourdelle (1861–1929), sculptor
- Paul Bourget (1852–1935), scriitor
- Constantin Brâncuși (1876–1957), sculptor
- Brassaï (Gyula Halasz, 1899–1984), fotograf de origine român
- Roger Caillois (1913–1978), scriitor
- Emil Cioran (1911–1995), filozof român și aforist
- André Citroën (1879–1935), industriaș
- Julio Cortázar (1914–1984), scriitor belgian de origine argentinian
- Paul Deschanel (1855–1922), președinte francez
- Robert Desnos (1900–1945), scriitor francez
- Porfirio Díaz (1830–1915), om politic mexican
- Alfred Dreyfus (1859–1935), ofițer francez
- Marguerite Duras (1914–1996), scriitor francez, scenarist si regizor
- Émile Durkheim (1858–1917), sociolog și etnolog francez
- Henri Fantin-Latour (1836–1904), pictor francez
- Léon-Paul Fargue (1876–1947), poet francez
- Serge Gainsbourg (1928–1991), actor, scriitor și compozitor francez
- Clara Haskil (1895–1960), pianistă română
- Joris-Karl Huysmans (1848–1907), scriitor francez
- Eugène Ionesco (1912–1994), scriitor francez-român și dramaturg
- Alexandre Istrati (1915–1991), pictor român-francez
- Joris Ivens (1898–1989), comunist olandez
- Pierre Jean Jouve (1887–1976), scriitor și critic de literatură francez
- Joseph Kessel (1898–1979), jurnalist francez
- Alphonse Laveran (1845–1922), medic francez
- Maurice Leblanc (1864–1941), scriitor francez
- André Lhote (1885–1962), pictor
- Gabriel Lippmann (1845–1921), fizician francez
- Pierre Louÿs (1870–1925), scriitor francez
- Jean-Claude Pascal (1927–1992), designer de modă, scriitor francez
- Adolphe Pégoud (1889–1915), pilot francez
- Henri Poincaré (1854–1912), matematician, astronom francez
- Jean Poiret (1926–1992), scriitor francez
- Man Ray (1890–1976), fotograf, pictor, regizor american
- Paul Reynaud (1878–1966), om politic francez
- Camille Saint-Saëns (1835–1921), compozitor francez
- Jean-Paul Sartre (1905–1980), filozof francez
- Jean Seberg (1938–1979), actriță americană, soția lui Romain Gary
- Roland Topor (1938–1997), artist francez
- Tristan Tzara (1896–1963), scriitor român și inițiatorul dadaismului
- César Vallejo (1892–1938), scriitor peruan

### Morminte după anul 2001
- Philippe Léotard (1940-2001) actor, cântărețși poet francez
- Jacques Chirac (1932-2019), politician, președinte al Republicii Franceze, co-principe al Andorrei
- Bruno Cremer (1929–2010), actor francez
- Henri Dutilleux (1916–2013), compozitor francez
- Jean Giraud (cunoscut Mœbius) (1938–2012), comediant francez
- Stéphane Hessel (1917–2013), om politic francez
- Philippe Noiret (1930–2006), actor francez
- Gérard Oury (1919–2006), regizor francez
- Alain Resnais (1922–2014), regizor francez
- Susan Sontag (1933–2004), scriitor american
- Henri Troyat (1911–2007), scriitor francez

## Galerie

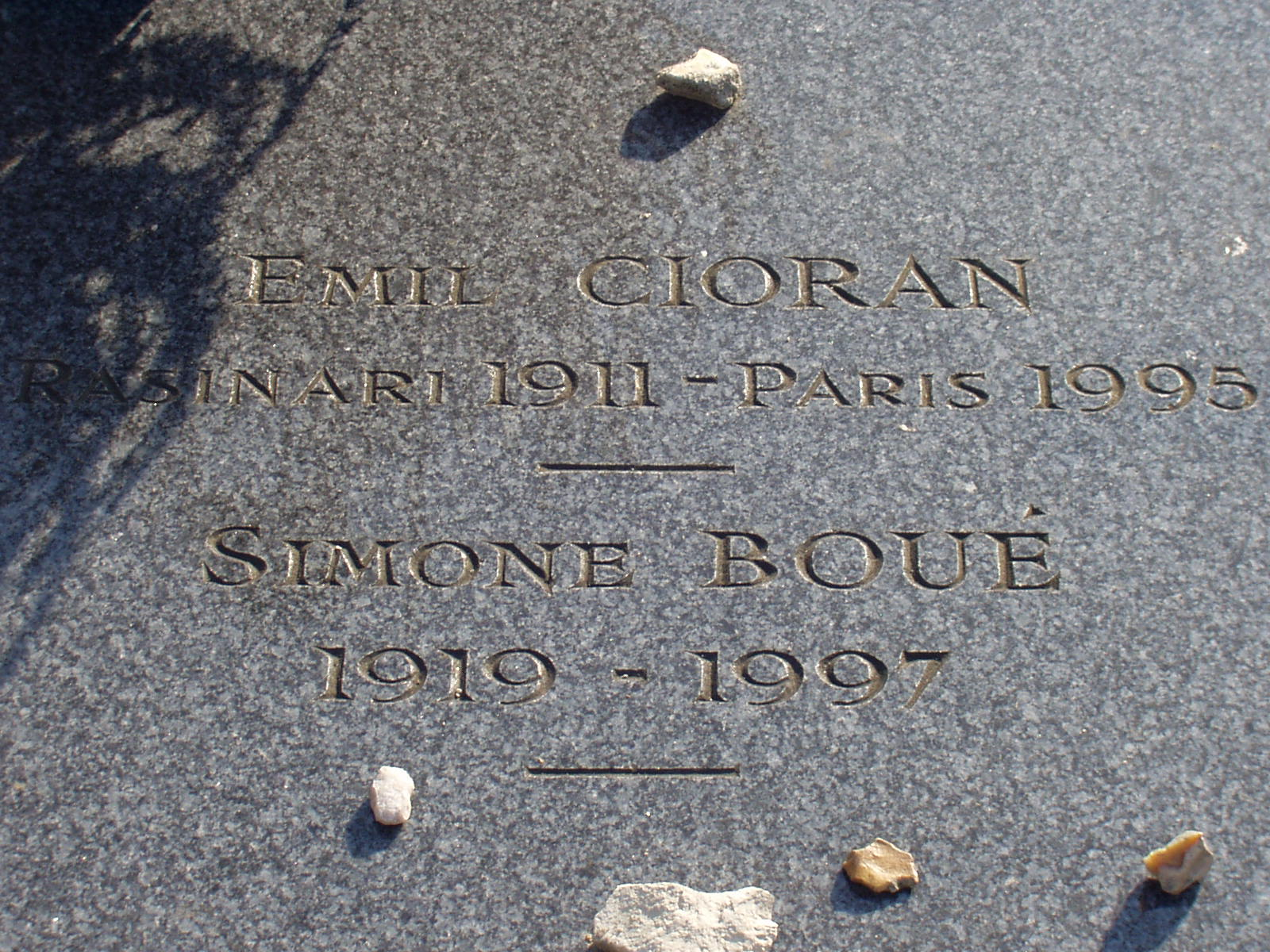
Mormântul lui Emil Cioran
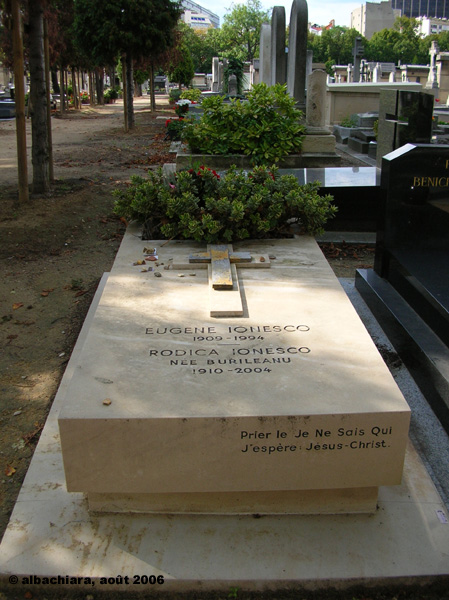
Mormântul lui Eugen Ionescu
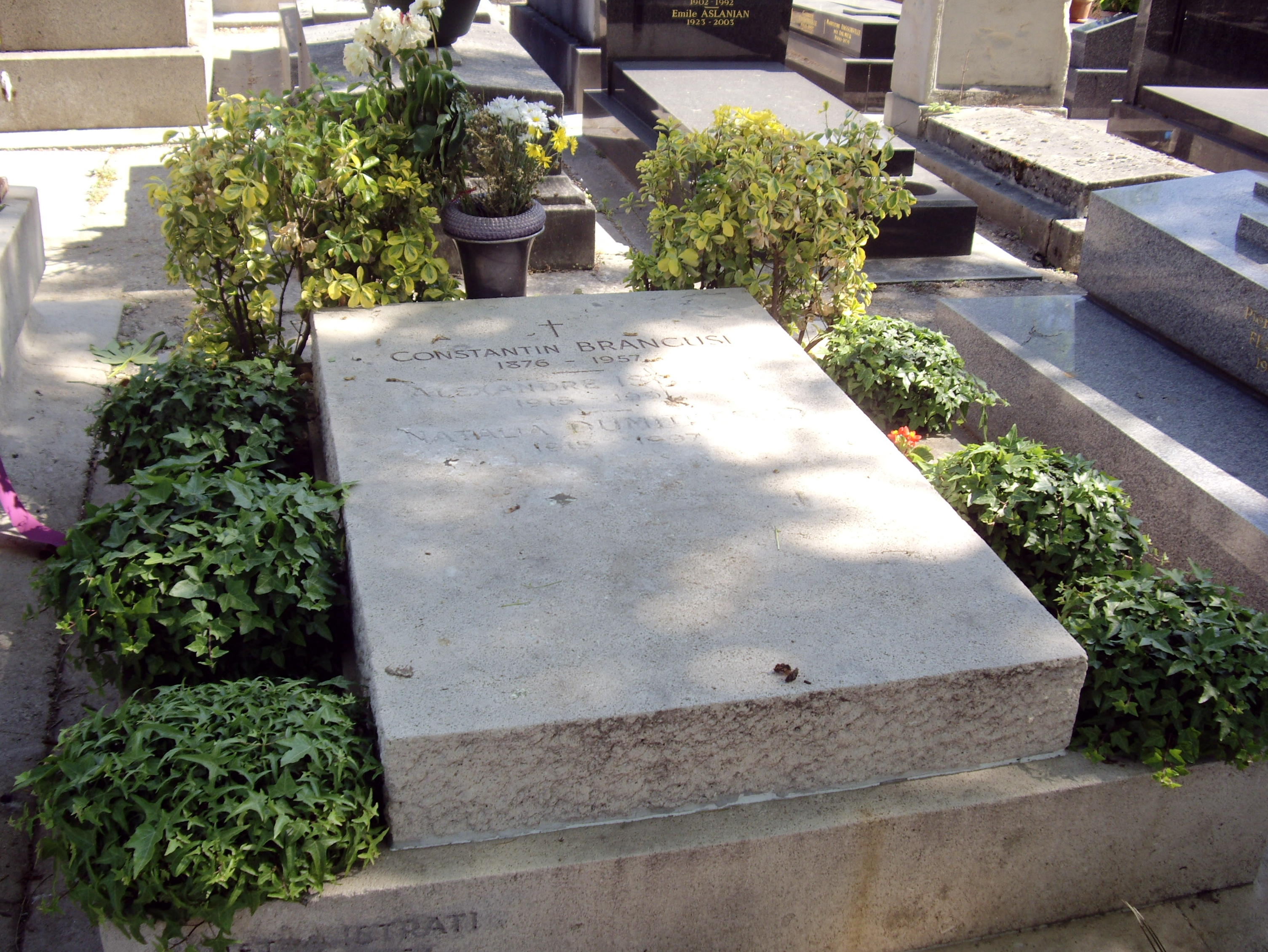
Piatra de mormânt a lui Constantin Brâncuși, Natalia Dumitresco și Alexandre Istrati
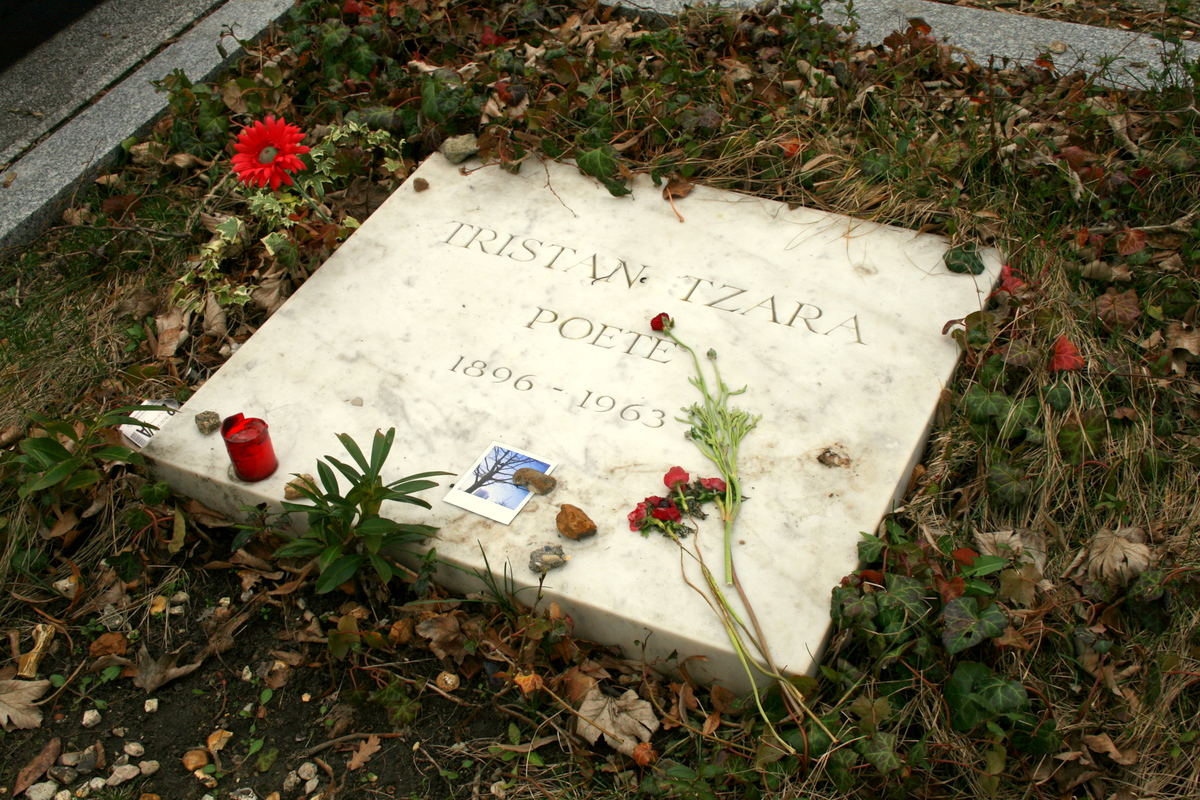
Piatra de mormânt a lui Tristan Tzara

## Vezi și
- Listă de morminte din Cimitirul Montparnasse